# 보드워크 엠파이어

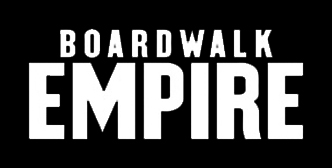

보드워크 엠파이어(Boardwalk Empire)는 1920년대 미국 금주법이 시행된 시기의 뉴저지주 아틀란틱시티의 부패한 정치인을 그린 미국 HBO의 TV 드라마 시리즈이다. 시즌1은 2010년 9월 19일부터 2010년 12월 5일까지, 시즌2는 2011년 9월 25일부터 2011년 12월 11일까지, 시즌3는 2012년 9월 16일부터 2012년 12월 2일까지 방영되었다. 모든 시즌은 12부작으로 제작되었다.
스티브 부세미가 주인공인 에녹 '너키 톰슨' 역을 맡았다. 작중 너키 톰슨은 부패한 정치가와 갱스터 인생 사이를 자유로이 오가며 아틀란틱시티 시민들에게 사랑받으며 사람들의 환심을 사는 재능이 뛰어난 것으로 묘사되었다. 부세미는 이 역할로 제17회 미국배우조합상 드라마 부문 남우주연상과 제68회 골든글로브 시상식 TV드라마 부문 남우주연상을 수상하기도 했다. 그 외에도 마이클 피트가 제임스 '지미' 다모디 역, 켈리 맥도널드가 마거릿 슈로더 역, 스티븐 그레이엄이 알 카포네 역, 마이클 섀넌이 금주단속요원 넬슨 밴 올든 역으로 출연했다.
한국에서는 시즌2가 2012년 3월1일 오후 10시부터 매주 목요일 오후 10시 SCREEN 채널에서 방송되고 있다.

## 같이 보기
- 금주법
- 스티브 부세미
- 아틀란틱시티